# 舟木外記
舟木 外記（ふなき げき）は、但馬豊岡藩の家老。諱は直温（なおはる）。
舟木家は豊岡藩京極家の重代家老の家柄である。父は豊岡藩で禄高250石の舟木外記直房。外記直温は文政4年（1821年）に家督を継いで京極高有に仕えた。禄高は150石。高有の隠居後は京極高行に仕え、天保3年（1832年）3月に家老に任命された。
高行は藩財政再建のため外記に藩政改革を行なわせ、外記は藩士の削減や経費節減、年貢の完納や商人の御用銀取立強化に文学振興（特に心学を推進）などを行なった。天保6年（1835年）に藩校である稽古堂を創設し、天保9年（1838年）には諸制度・諸法律の見直しを行なっている。天保11年（1840年）に家格之義と御法制・御制度記を定めて質素倹約を奨励した。これら一連の藩政改革はある程度成功し、天保8年（1837年）に200石、弘化2年（1845年）に250石に加増された。弘化4年（1847年）に高行が死去した後は高厚に仕え、なおも藩政改革を主導したが、弘化5年（1848年）2月に死去した。享年44。